# Szkoła siedmiogrodzka
Szkoła siedmiogrodzka (rum. Școala Ardeleană, niem. Siebenbürgische Schule) – polityczny i kulturowy ruch w ramach rumuńskiego odrodzenia narodowego w Siedmiogrodzie, w drugiej połowie XVIII i na początku XIX wieku; celami tego ruchu były: upowszechnianie unii kościelnej, walka o równouprawnienie Wołochów z innymi narodami Imperium Habsburgów, wzbudzanie rumuńskiej tożsamości narodowej wśród wołoskiej ludności Transylwanii, a także romanizacja języka rumuńskiego. Dawniej ruch ten był uważany za przejaw oświecenia na ziemiach rumuńskich, współcześni historycy przypisują mu jednak charakter raczej romantyczno-narodowy.

## Historia
Szkołę siedmiogrodzką utworzyli rumuńscy greckokatoliccy księża. Propagacja „łacińskiego, rzymskiego pochodzenia” leżała w interesie unickich duchownych, ponieważ umożliwiała wywierać nacisk na słowiańską cerkiew prawosławną. Dla Wołochów była atrakcyjna ze względu na zwiększenie ich prestiżu jako narodu, mogli się uważać za „równowartościowych” lub „bardziej wartościowych” od sąsiednich narodów. Słowo „Rumun” znaczy „Rzymianin”, dosłownie „pochodzący od Romulusa” (nb. stąd pomnik rzymskiej wilczycy w każdym większym mieście rumuńskim). W Siedmiogrodzie unia kościelna w XVI wieku (podporządkowanie kościoła prawosławnego pod rzymską jurysdykcję), osiągnęła dość „dobre” wyniki (około 5% rumuńskich wierzących było i jest „unitami”). W kontekście sytuacji prawnej Wołochów (którzy np. przez wiele stuleci nie mogli się osiedlać w niemieckich miastach Transylwanii) w monarchii habsburskiej, unia kościelna i „odkryte pochodzenie rzymskie” stały się dla nich wygodą. Głównym ośrodkiem „szkoły” było miasto Blaj, gdzie mieściła się rezydencja unickiego biskupa Inocenția Micu-Kleina, a także pierwsze rumuńskie gimnazjum, seminarium duchowne i drukarnie. W Blaju były wydawane tzw. „memoriały wołoskie”, m.in. Księga próśb Wołochów siedmiogrodzkich (łac. Supplex libellus Valachorum Transilvaniae, 1791), które zawierały żądania politycznego, ekonomicznego i kulturowego równouprawnienia Wołochów z Węgrami i Niemcami. Ich autorzy próbowali w naukowy sposób udowadniać tezę o rzymskim pochodzeniu Wołochów i ich języka, a także o kontynuacji osiedlenia romańskiego w Siedmiogrodzie od czasów starożytnych do im współczesnych. Innymi ośrodkami ruchu były miasta: Wielki Waradyn (obecnie Oradea), Lugoż i Beiuș. Przedstawiciele szkoły siedmiogrodzkiej tworzyli swe dzieła najczęściej w łacinie, języku rumuńskim (wołoskim) i rzadziej niemieckim.
Do końca XVIII w. język rumuński był językiem kreolskim, o charakterze romańsko-słowiańskim. Świadczy o tym m.in. słownik etymologiczny autorstwa Alexandru Cihaca klasyfikujący ten język jako słowiański. Pierwsze próby świadomej romanizacji języka miały miejsce na końcu XVIII wieku. W dziełach autorstwa Samuela Kleina, Iona Budai-Deleanu i Petru Maiora występują zamiast słów pochodzenia słowiańskiego (a także węgierskiego i tureckiego) neologizmy, tworzone na bazie łaciny i języka włoskiego. W tym samym czasie zaczyna się kwestionować słowiański charakter języka rumuńskiego. Dzięki staraniom przedstawicieli szkoły siedmiogrodzkiej cyrylicę, używaną do tej pory do zapisywania języka rumuńskiego, zastąpiono w Transylwanii alfabetem łacińskim. Zabiegi językowe miały utwierdzać w przekonaniu o rzymskim pochodzeniu Rumunów.

## Wpływy szkoły siedmiogrodzkiej na Wołoszczyźnie
Niektórzy uczniowie działaczy szkoły siedmiogrodzkiej emigrowali do sąsiadującej z Transylwanią Wołoszczyzny (rumuński: Țara Românească), gdzie zostali głównymi inicjatorami rumuńskiego „odrodzenia narodowego”. Pod wpływem działalności szkoły siedmiogrodzkiej otwarto w 1818 roku szkołę Św. Sawy w Bukareszcie – pierwszą szkołę z językiem rumuńskim jako wykładowym na Wołoszczyźnie. Organizatorem szkoły był pochodzący z Siedmiogrodu Gheorghe Lazăr.

## Przedstawiciele szkoły siedmiogrodzkiej
- Ion Budai-Deleanu (1760–1820), greckokatolicki duchowny, poeta, filolog i historyk
- Samuel Klein, rum. Samuil Micu (1745–1806), greckokatolicki duchowny, filolog, historyk i tłumacz
- Petru Maior (1760–1821), greckokatolicki duchowny, historyk i filolog
- Inocențiu Micu-Klein (1692–1768), greckokatolicki duchowny i działacz kulturowy
- Ioan Para (1744–1800), greckokatolicki duchowny
- Ioan Piuariu-Molnar (1749–1815), lekarz, filolog i tłumacz
- Gheorghe Șincai (1754–1816), historyk, filolog i tłumacz